# Villeroy, Somme

Villeroy este o comună în departamentul Somme, Franța. În 1 ianuarie 2022 avea o populație de 175 de locuitori.